# Кастор Кантеро
Кастор Сіксто Кантеро (ісп. Castor Sixto Cantero, 12 січня 1918, Сан-Бернардіно) — парагвайський футболіст, що грав на позиції півзахисника за клуб «Олімпія» (Асунсьйон), а також національну збірну Парагваю. Дворазовий чемпіон Парагваю.

## Клубна кар'єра
У футболі відомий виступами за команду «Олімпія» (Асунсьйон), кольори якої і захищав протягом усієї своєї кар'єри гравця, двічі виборовши титул чемпіона країни.

## Виступи за збірну
1942 року дебютував в офіційних матчах у складі національної збірної Парагваю. Протягом кар'єри у національній команді провів у її формі 33 матчі.
У складі збірної був учасником чемпіонату світу 1950 року у Бразилії, де зіграв зі Швецією (2-2) та Італією (0-2).
У складі збірної був учасником чотирьох чемпіонатів Південної Америки: 1942 року в Уругваї, 1946 року в Аргентині, 1947 року в Еквадорі, 1949 року у Бразилії.

## Титули і досягнення
- Чемпіон Парагваю (2):

«Олімпія» (Асунсьйон): 1947, 1948
- Срібний призер Чемпіонату Південної Америки: 1947, 1949
- Бронзовий призер Чемпіонату Південної Америки: 1946